# Magenta

No círculo cromático, podemos ver como o magenta e o verde são cores opostas complementares.

O magenta é uma cor-pigmento primária e cor-luz secundária. No círculo cromático, tanto nas cores RGB (aditivas) quanto nas CMY (subtrativas), ela está posicionada entre o azul e o vermelho. Sua cor complementar é o verde. Ao contrário das demais cores, o magenta não está em uma única faixa de ondas no espectro; a luz magenta tem ondas tanto de vermelho quanto de azul na mesma quantidade.
A cor é popularmente confundida com o tom fúcsia, tom de rosa inspirado no gênero Fuchsia. O Fúcsia tem como nome alternativo Magenta Elétrico.
Uma curiosidade é que o magenta não está presente no espectro eletromagnético visível. É uma ilusão provocada na visão entre os cones receptores de vermelho e azul, que interpretam como a ausência de verde, sua cor complementar. Assim, na mistura de cores como no disco de Newton, vemos a formação da cor branca.

## História
O nome Magenta deriva de um corante de anilina feito e patenteado em 1859 pelo químico francês François-Emmanuel Verguin, que originalmente o chamou de fucsina. Ele foi renomeado para comemorar a vitória ítalo-francesa na Batalha de Magenta travada entre franceses e austríacos em 4 de junho de 1859, perto da cidade italiana de Magenta, na Lombardia. Uma cor virtualmente idêntica, chamada rosina (inglês: roseine), foi criada em 1860 por dois químicos britânicos, Chambers Nicolson e George Maule.

## Uso, simbolismo e expressões coloquiais

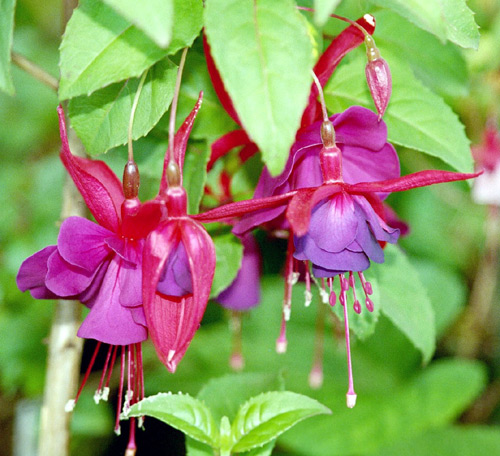
Flores de fúcsia (brincos-de-princesa)

Esta cor também é conhecida como "carmim", "rosa-choque" ou "fúcsia". É uma cor geralmente relacionada à sensualidade e ao sexo feminino. Segundo David Landes, o nome "magenta" deriva da cor do sangue derramado na batalha travada na cidade de mesmo nome, na Itália, em 1859.

## Emdesign gráfico
Especificar fúcsia em CSS (Cascading Style Sheets) produzirá essa cor. Ela faz parte da paleta VGA de 16 cores do Windows. Também é bastante usada como reguladora de transparência.